# DM i cykelcross 2013
Danmarksmesterskaberne i cykelcross 2013 var den 44. udgave af DM i cykelcross. Mesterskabet fandt sted 13. januar 2013 på en 2,3 kilometer lang rundstrækning ved Vejen Idrætscenter i Vejen.
Hos kvinderne vandt Margriet Kloppenburg sit første danmarksmesterskab i cykelcross, efter hun i 2011 og 2012 havde vundet sølv. I herrerækken vandt Kenneth Hansen sit tredje DM i træk.

## Resultater
| Event        | Guld                 | Sølv           | Bronze                  |
| ------------ | -------------------- | -------------- | ----------------------- |
| Herrer       |                      |                |                         |
| Herrer elite | Kenneth Hansen       | Jonas Pedersen | Tommy Moberg Nielsen    |
| Herrejunior  | Sebastian Fini       | Louis Bendixen | Mikkel Møller           |
| Damer        |                      |                |                         |
| Damer elite  | Margriet Kloppenburg | Cathrine Grage | Helle Qvortrup Bachmann |